# Oscar Cortínez
Hernán Óscar Cortínez (ur. 4 sierpnia 1973 w Morón) – argentyński lekkoatleta specjalizujący się w biegach długodystansowych.

## Przebieg kariery
W 1991 zdobył brązowy medal mistrzostw kontynentalnych do lat 20, w konkurencji biegu na 1500 m. Wystąpił też na mistrzostwach świata juniorów w Seulu, gdzie m.in. zajął 5. pozycję w biegu na 10 000 m. Występował na igrzyskach olimpijskich w Sydney, gdzie wystąpił w konkurencji maratonu i zajął 58. pozycję w tabeli wyników (z rezultatem czasowym 2:25:01). Rok po olimpijskich zmaganiach, wywalczył brązowy medal mistrzostw Ameryki Południowej.
Był częstym uczestnikiem mistrzostw świata w biegach przełajowych, ale nie zdobył na nich żadnego medalu.
W konkurencji maratonu sięgał po cztery tytuły mistrza Argentyny, w latach 2005-2006 oraz 2009-2010.

## Rekordy życiowe
- bieg na 3000 m – 8:12,38 (8 grudnia 1992, Buenos Aires)
- bieg na 5000 m – 14:20,5h (20 czerwca 1992, Santa Fe)
- bieg na 10 000 m – 29:31,80 (18 września 1992, Seul)
- chód na 10 km – 30:05 (7 listopada 2004, Buenos Aires)
- półmaraton – 1:05:09 (12 września 2004, Buenos Aires)
- maraton – 2:13:42 (23 kwietnia 2000, Santa Rosa)

Źródło: 